# (5618) Saitama
(5618) Saitama es un asteroide perteneciente al cinturón de asteroides descubierto el 4 de marzo de 1990 por Atsushi Sugie desde el Observatorio Astronómico Dynic, Taga, Japón.

## Designación y nombre
Designado provisionalmente como 1990 EA. Fue nombrado Saitama en homenaje a la prefectura japonesa Saitama.

## Características orbitales
Saitama está situado a una distancia media del Sol de 2,245 ua, pudiendo alejarse hasta 2,523 ua y acercarse hasta 1,967 ua. Su excentricidad es 0,123 y la inclinación orbital 7,069 grados. Emplea 1228,97 días en completar una órbita alrededor del Sol.

## Características físicas
La magnitud absoluta de Saitama es 14,3. Tiene 3,74 km de diámetro y su albedo se estima en 0,289. 